# Elymnias glaucopis
Elymnias glaucopis är en fjärilsart som beskrevs av Otto Staudinger 1894. Elymnias glaucopis ingår i släktet Elymnias och familjen praktfjärilar. Inga underarter finns listade i Catalogue of Life.